# Арнелл, Сигфрид Вильгельм
Сигфрид Вильгельм Арнелл (швед. Sigfrid Vilhelm Arnell; 1895 — 1970) — шведский ботаник. Сын бриолога Хампуса Вильгельма Арнелла (1848-1932).
Сигфрид Вильгельм Арнелл родился в 1895 году в Евле. После окончания учебы в Уппсале и Стокгольме он работал в больнице в Евле, где с 1927 до 1960 года был заведующим рентгенологического отделения, в 1963 он снова поселился в Уппсале. В преклонном возрасте он болел болезнью Паркинсона и страдал от пороков зрения.
В 1951 году он стал почётным членом Британского Бриологического Общества. С целью пополнения ботанической коллекции он путешествовал по Западному Шпицбергену (1956), Канарским островам (1958, 1959), Северной Швеции (1960) и Египту (1961). Он был автором 79 научных работ.

## Отдельные научные труды (изданные на английском языке)
- Illustrated moss flora of Fennoscandia, I: Hepataceae, 1956.
- Hepaticae collected by O. Hedberg et al. on the East African Mountains, 1956.
- Hepatics from Tristan da Cunha, 1958.
- A contribution to the knowledge of the bryophyte flora of W. Spitsbergen, and Kongsfjorden (king's Bay, 79°N.), 1959.
- Hepaticae of South Africa. (National government publication), 1963.[7]